# Hugo de Ibelín
Hugo de Ibelín (aprox. 1213-1238), llamado el Fuerte (en francés: Hue le Fort), fue el tercero de los cinco hijos de Juan I de Beirut. Junto con su hermano mayor Balián fueron rehenes en la corte de Federico II, emperador del Sacro Imperio Romano, entre 1228 y 1229. Dirigió el primer batallón en la batalla de Agridi en 1232 y por lo tanto soportó el peso de la carga enemiga. Falleció en 1238. En abril de 1239, Enrique I de Chipre hizo una misa en su nombre en Nicosia.